# Dan McGwire
Daniel Scott McGwire (Pomona, 18 dicembre 1967) è un ex giocatore di football americano statunitense che ha giocato nel ruolo di quarterback nella National Football League (NFL). Fu scelto nel corso del primo giro (16º assoluto) del Draft NFL 1991 dai Seattle Seahawks. Al college ha giocato a football alla San Diego State University. È il fratello della ex stella della Major League Baseball Mark McGwire.

## Carriera professionistica
McGwire fu scelto nel corso del primo giro del Draft 1991 (16º assoluto) dai Seattle Seahawks, rimanendo per quattro stagioni nella NFL, fino al 1995. Disputò quattro stagioni coi Seattle Seahawks e una coi Miami Dolphins. Nella sua stagione da rookie fu la riserva di Dave Krieg, venendo pronosticato come il quarterback del futuro della squadra. Nella sua seconda stagione disputò una pre-stagione negativa e scese a terzo quarterback nelle gerarchie della squadra dietro a Stan Gelbaugh e Kelly Stouffer. Nel 1993, i Seahawks scelsero Rick Mirer dalla University of Notre Dame nel primo giro, rinunciando così a sviluppare McGwire. Nel 1994 dopo un infortunio a Mirer, McGwire ebbe la prima (e unica) possibilità di giocare stabilmente in carriera. Partì come titolare in tre partite, vincendone una, completando 105 passaggi per 578 yard e un touchdown. Quel breve periodo non ebbe seguito e quella rimase la sua ultima stagione coi Seahawks. Dopo una stagione passata a Miami terminarono i suoi giorni nel football professionistico.
McGwire è considerato generalmente una pessima scelta del primo giro, dal momento che fu il primo quarterback scelto in un draft che vide Brett Favre scivolare al secondo giro. Nel 2008, ESPN lo ha nominato la 38ª peggiore scelta nel draft di tutti i tempi.

## Statistiche
| Partite totali      | 13   |
| Partite da titolare | 5    |
| Yard passate        | 745  |
| Touchdown           | 2    |
| Intercetti          | 6    |
| Passer rating       | 52,3 |